# キース・ワシントン
キース・ワシントン（Keith Washington）は、アメリカ出身で東京を中心に国際的に活躍するスタイリスト、クリエイティブ・ディレクター。

## 経歴
ニューヨークでファッションエディターとして活躍していたが、2005年からスタイリストとして活動を始める。カルメン・デロリフィチェなど多くのセレブリティモデルやアーティストのスタイリングを行う。主としてハイファッションを中心に活躍、Schön! MagazineやSurfaceなどのエディトリアルを中心に活躍している。ドイツの4seeマガジンではクリエイティブ・ディレクターを務める。2015年にはテキサスSXSW国際映画祭で上映されたインディペンデントムービーNymphetsでワードローブスタイリストを務めた。

## 主要作品
- Nymphets (インディペンデント・ムービー)
- 4See Magazine